# Bowes
Bowes – wieś i civil parish w Anglii, w hrabstwie Durham. Leży 41 km na południowy zachód od miasta Durham i 357 km na północ od Londynu. W 2011 roku civil parish liczyła 471 mieszkańców.